# La Main droite de Lucifer
La Main droite de Lucifer (ルシフェルの右手, Lucifer no Migite) est un seinen manga de Naoki Serizawa. Il a été prépublié entre février 2010 et septembre 2011 dans le magazine Morning de l'éditeur Kōdansha, et a été compilé en six tomes d'août 2010 à octobre 2011. La version française a été éditée par Ki-oon entre juin 2013 et juin 2014.

## Synopsis
Yû Katsumi est un médecin ayant vécu 3 ans en Afrique en tant que membre d'une ONG, là-bas, enlevé par la guérilla locale il rompt le serment d'Hippocrate en tuant pour sa survie. De retour au Japon, accablé par le remords, il se fait tatouer une image de Lucifer sur le bras et arrête de pratiquer.
Une nuit, après s’être battu dans la rue, il se fait poignarder et perd connaissance. Il se réveille dans la clinique du Dr.Minatono où les clients nécessiteux peuvent se faire soigner gratuitement mais pour financer l'équipement, la clinique soigne aussi des membres de la mafia dans le secret en échange de grosses sommes. Même s'il avait juré qu'il arrêterait de pratiquer, face à l'insistance du Dr.Minatono, il décide de l'aider dans sa clinique et reprend du service.

## Personnages
Yû Katsumi (勝海 由宇, Katsumi Yuu)
Eriko Sakura (佐倉　江利子, Sakura Eriko)
Shôko Nanami (七海　翔子, Nanami Shōko)

## Liste des volumes
| no | Japonais          | Japonais          | Français         | Français          |
| no | Date de sortie    | ISBN              | Date de sortie   | ISBN              |
| -- | ----------------- | ----------------- | ---------------- | ----------------- |
| 1  | 23 août 2010      | 978-4-06-372937-5 | 13 juin 2013     | 978-2-35592-537-5 |
| 2  | 22 novembre 2010  | 978-4-06-372960-3 | 29 août 2013     | 978-2-35592-568-9 |
| 3  | 23 février 2011   | 978-4-06-372979-5 | 24 octobre 2013  | 978-2-35592-589-4 |
| 4  | 23 juin 2011      | 978-4-06-387010-7 | 12 décembre 2013 | 978-2-35592-607-5 |
| 5  | 23 septembre 2011 | 978-4-06-387041-1 | 13 mars 2014     | 978-2-35592-647-1 |
| 6  | 21 octobre 2011   | 978-4-06-387049-7 | 12 juin 2014     | 978-2-35592-682-2 |

### Édition japonaise
Morning
1. 1 2  (ja) « Tome 1 ».
2. 1 2  (ja) « Tome 2 ».
3. 1 2  (ja) « Tome 3 ».
4. 1 2  (ja) « Tome 4 ».
5. 1 2  (ja) « Tome 5 ».
6. 1 2  (ja) « Tome 6 ».

### Édition française
Ki-oon
1. 1 2  (fr) « Tome 1 ».
2. 1 2  (fr) « Tome 2 ».
3. 1 2  (fr) « Tome 3 ».
4. 1 2  (fr) « Tome 4 ».
5. 1 2  (fr) « Tome 5 ».
6. 1 2  (fr) « Tome 6 ».